# Боливийская белка
Боливийская белка (лат. Sciurus ignitus, «белка огненная») — вид грызунов семейства беличьих.

## Описание
Длина тела — 182 мм, хвоста — 174 мм, масса — 221 г. Спина пестро-коричневая, хвост по сути такой же, но более красноватый. Различные соотношения красного на кончиках волос вызывают почти полосатую поверхность. Брюхо красновато-желто-коричневое.

## Распространение
Обитает в пяти странах: Боливии, Бразилии, Колумбии, Аргентине и Перу. Предпочтения в среде обитания и экология этого вида плохо изучены. Обитает в основном в тропических лесах. Может быть найдена на высоте до 2600 м над уровнем моря. В провинции Хухуй встречается также в ольховых лесах.